# Vacanza

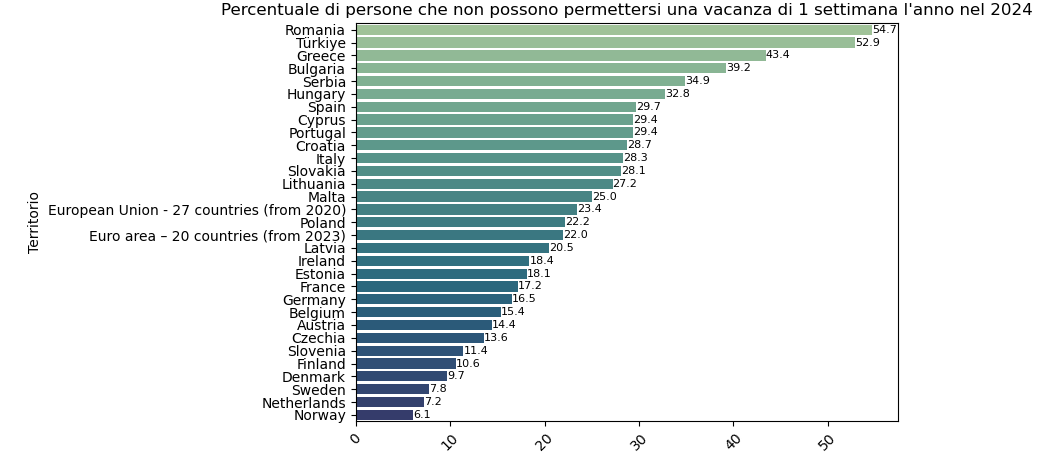
Percentuale di persone che non possono permettersi 1 settimana di vacanza l'anno nel 2024 - Fonte:[https://ec.europa.eu/eurostat/databrowser/view/hlth_dm020__custom_7944854/bookmark/table?bookmarkId=e8950b19-0711-4af1-bb47-d96a7745a06d Eurostat

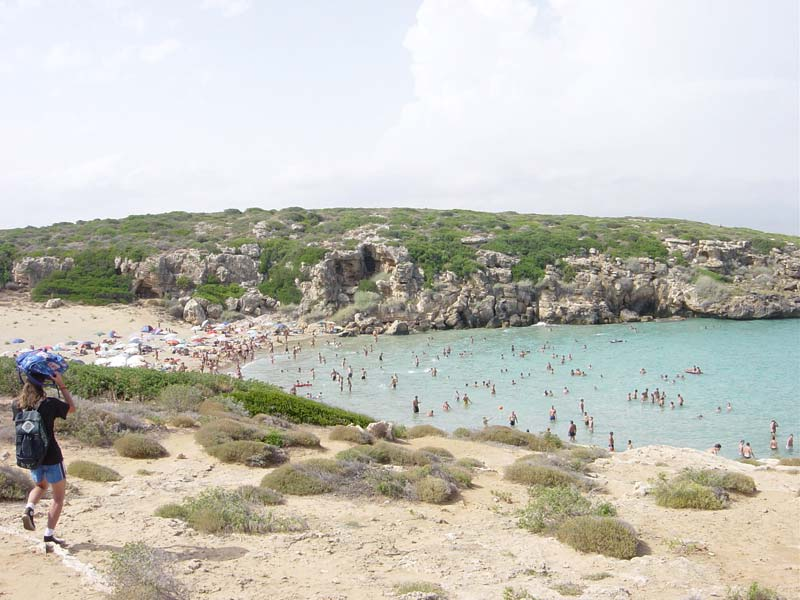
Spiaggia di Calamosche in Sicilia

La vacanza è un periodo di tempo determinato nel quale ci si astiene dalle attività professionali quotidiane, di frequente effettuando un viaggio ricreativo di più giorni o un cambiamento di residenza momentaneo (villeggiatura).
Questa modalità, ai suoi esordi tipicamente occidentale, sorta a seguito dell’industrializzazione che ha elevato sia il tenore economico sia le ferie istituzionalizzate dei lavoratori, è un aspetto della modernità.  Come d’altronde l’altro nuovo concetto ad essa collegato: il tempo libero.
L’attività ad essa collegata è il turismo, che ricomprende un’accezione più vasta, in quanto non limitata ad una cessazione dell’attività lavorativa e nemmeno da limiti di tempo.

## Storia

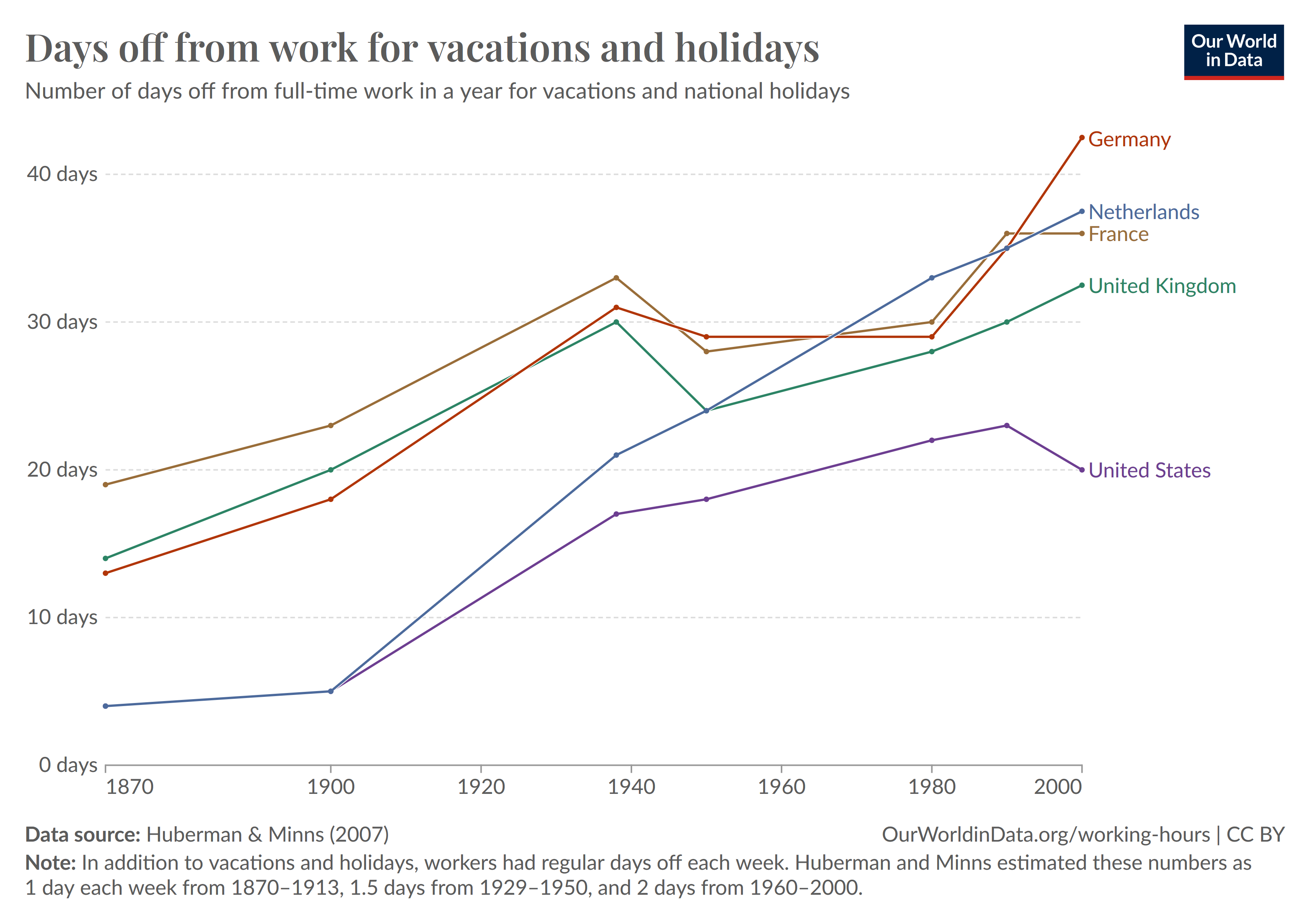
Numero medio di giorni di ferie nel tempo in vari paesi

Il concetto moderno di vacanza, con le sue tipiche modalità e soprattutto con il cospicuo numero di fruitori, può essere fatto risalire ai viaggi di piacere o ai soggiorni nelle stazioni termali che solo i ricchi aristocratici dei tempi passati si potevano concedere.
Esempio classico è il Grand Tour, lungo viaggio verso i Paesi del Mediterraneo in particolare l’Italia, ritenuto fino al 1800 un viaggio indispensabile per la formazione culturale dei giovani rampolli dell’aristocrazia nord europea e nord americana. Il viaggio veniva percorso da soli o al più in due ed era molto elastico nei tempi e nelle tappe, inoltre, trattandosi di persone benestanti, di solito non necessitavano di interrompere doveri professionali.
L’inglese Thomas Cook, negli anni 40 dell’800 iniziò ad organizzare viaggi collettivi, fondando la prima agenzia di viaggi.
Nel 1896 l’agenzia marittima Orient Line cominciò a pubblicizzare per le sue navi le prime crociere sul Mediterraneo.
Alla fine del 18º secolo cominciano a sorgere in alcune località della Riviera (Nizza) alcune comunità di persone benestanti del nord europa, che qui venivano a trascorrere l’inverno per il clima mite e l’aria salubre. Fino agli anni 20 del 900 il turismo della riviera era esclusivamente invernale, solo dopo cominciò la moda edonistica della cura del sole, nel 1931 gli alberghi della Costa Azzurra decisero di rischiare e rimanere aperti anche per la stagione estiva.
Negli anni 20 sorsero in diverse località le strutture ricettive per le vacanze degli operai e degli impiegati e si svilupparono grandemente le colonie estive dedicate ai figli dei lavoratori.
Il più grande complesso capace di ospitare 20000 persone contemporaneamente Seebad Prora fu iniziato nel 1933 a Rugen sul Mar Baltico dalla grande agenzia di viaggi Kraft durch Freude, ma non fu completato a causa della guerra.
Dopo la Seconda Guerra Mondiale il boom economico favorì l’espandersi del turismo di massa e dell’industria turistica, che iniziò coi viaggi in pullman e poi coi voli charter che ampliarono il ventaglio di località raggiungibili: esotiche ed economiche.

## Impatti
Il radicamento delle vacanze come fenomeno di costume ha favorito l’espandersi dell’industria turistica, il che ha comportato una serie di impatti economici, sociali ed ambientali nei territori dove si insedia, territori che tra l’altro non erano stati sfruttati dalle altre tipologie industriali.
Nei Paesi del Sud del mondo lo sviluppo di industrie turistiche di solito straniere è stato paragonato ad una forma contemporanea di colonialismo.
Nelle località di maggiore sviluppo vacanziero, l’economia turistica ha egemonizzato gli altri settori, portando al cambiamento degli equilibri precedenti.
Le vacanze sono state paragonate ad una forma moderna di nomadismo, con la differenza che le strutture dedicate rimangono permanenti (ad esempio l’effetto è tangibile nelle località turistiche fuori stagione quando gli esercizi sono tutti chiusi).
Gli impatti ambientali negativi sono prodotti dall’inquinamento dei mezzi di trasporto, dal depauperamento delle risorse idriche, dalla cattiva gestione dei rifiuti e degli scarichi, dagli impatti paesaggistici delle strutture (ecomostri),  dal disturbo della fauna selvatica nelle zone naturalistiche.